# Франсуаза-Мария де Бурбон
Франсуа́за-Мари́я де Бурбо́н (фр. Françoise Marie de Bourbon, де Блуа — до замужества; 4 мая 1677, Замок Монтенон, Королевство Франция — 1 февраля 1749[…], Пале-Рояль или Париж) — внебрачный ребёнок (самая младшая дочь) короля Франции Людовика XIV и его официальной фаворитки маркизы де Монтеспан. После того, как король узаконил ребёнка, Франсуаза-Мария получила статус узаконенная дочь Франции (фр. fille légitimée de France). После легитимизации король удостоил её титула второй Мадемуазель де Блуа, и поэтому её называли Франсуаза-Мария де Блуа. Она вышла замуж в 1692 году в возрасте 14 лет за Филиппа Орлеанского, который доводился ей двоюродным братом. В этом браке было восемь детей, из которых четверо имели своих наследников.
Горделивая, неторопливая и привлекательная, она успешно вела интриги, направленные на устройство выгодных браков для множества своих дочерей, соперничая, главным образом, со своей родной сестрой Луизой Франсуазой, герцогиней Бурбонской. Тем не менее, она также имела небольшое политическое влияние, благодаря своей близости к государственной верхушке Франции той исторической эпохи. Она была вовлечена в Заговор Челламаре в 1718 году, целью которого было отстранение с поста Регента королевства её собственного супруга Филиппа Орлеанского и возвращение политического влияния её любимому старшему брату герцогу Мэнскому.
Маркиз д’Аржансон вспоминал, что она очень походила на свою мать, мадам Монтеспан, но при этом она обладала дисциплинированным умом своего отца, Людовика XIV, и его недостатками — несправедливостью и жестокостью.

## Биография

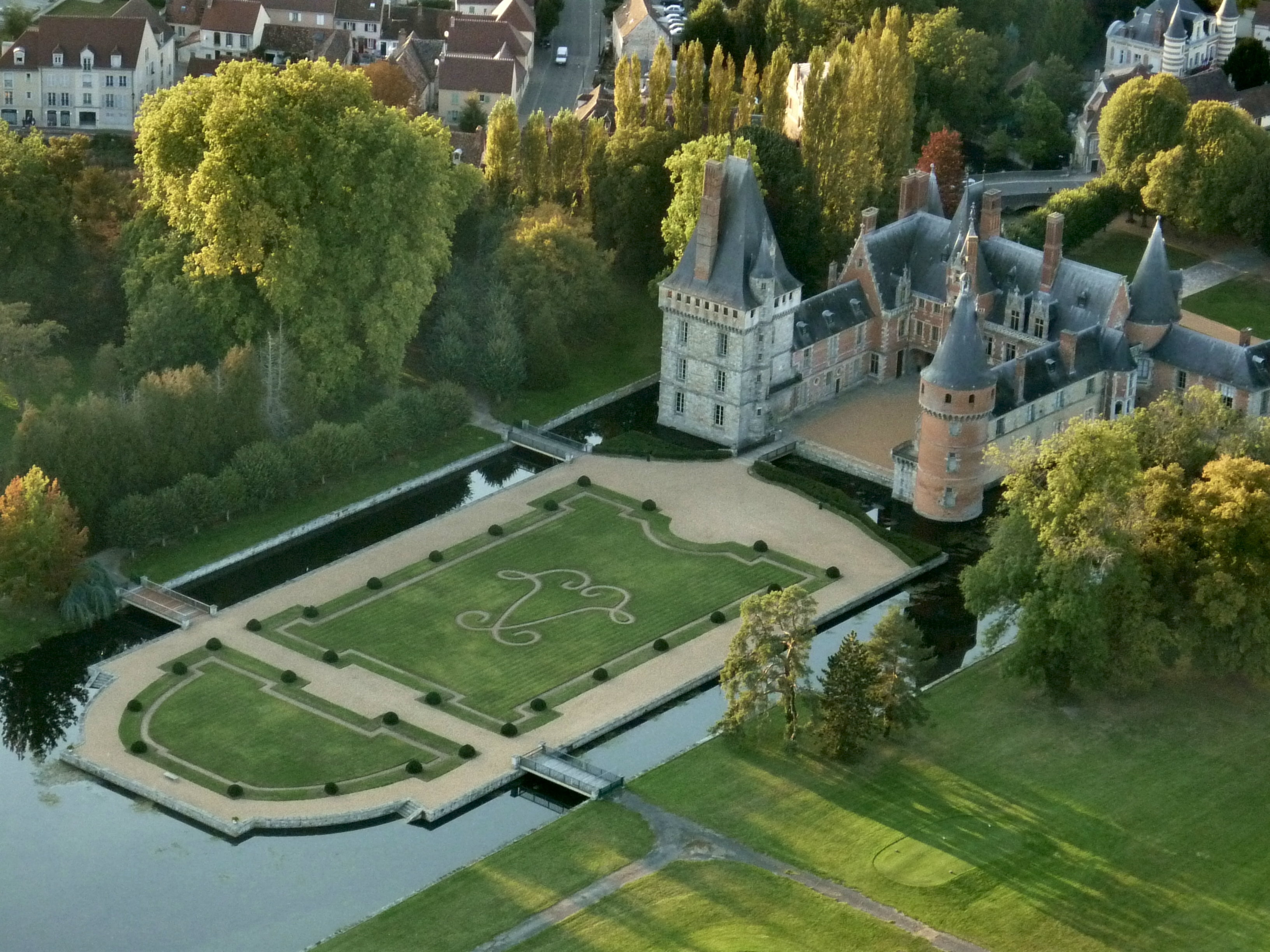
Замок Ментенон в 63 км от Парижа, где родилась Франсуаза-Мария

Франсуаза-Мария родилась 4 мая 1677 года в замке Ментенон, которым владела, начиная с 1674 года, мадам Ментенон, воспитательница внебрачных детей мадам Монтеспан от короля Людовика XIV.
Франсуазу-Марию, а также её младшего брата Луи-Александра, воспитывали мадам Моншеврёй, Кольбер и Жюссак. В детские годы её привозили в Версаль от случая к случаю, чтобы увидеться с родителями.
Подобно своей старшей сестре Луизе Франсуазе она унаследовала красоту матери. В своих воспоминаниях мадам де Келюс пишет, что Франсуаза-Мария была «от рождения застенчива и прелестна», а также «маленькая красавица с прекрасным лицом и красивыми руками; полностью соразмерными». От своей матери она также унаследовала пресловутое фамильное остроумие Мортемаров. Она особенно гордилась своим монаршим происхождением и тем, что от своего отца она унаследовала кровь Бурбонов. Уже по достижении зрелого возраста люди подшучивали над ней, говоря, что она «всегда помнила, что она принцесса, даже сидя на своём стульчаке» (фр. chaise percée).

### Детские годы мадемуазель де Блуа
Франсуаза-Мария была узаконена королём Людовиком XIV 22 ноября 1681 года в возрасте 4,5 лет и получила титул учтивости Мадемуазель де Блуа, который прежде носила её старшая сводная сестра, Мария Анна де Бурбон, узаконенная дочь короля Людовика XIV и Луизы де Лавальер. В акте легитимизации не упоминалось имя её матери, поскольку мадам Монтеспан состояла в официальном браке с маркизом де Монтеспан, который мог заявить юридические права на ребёнка своей супруги от Людовика XIV.

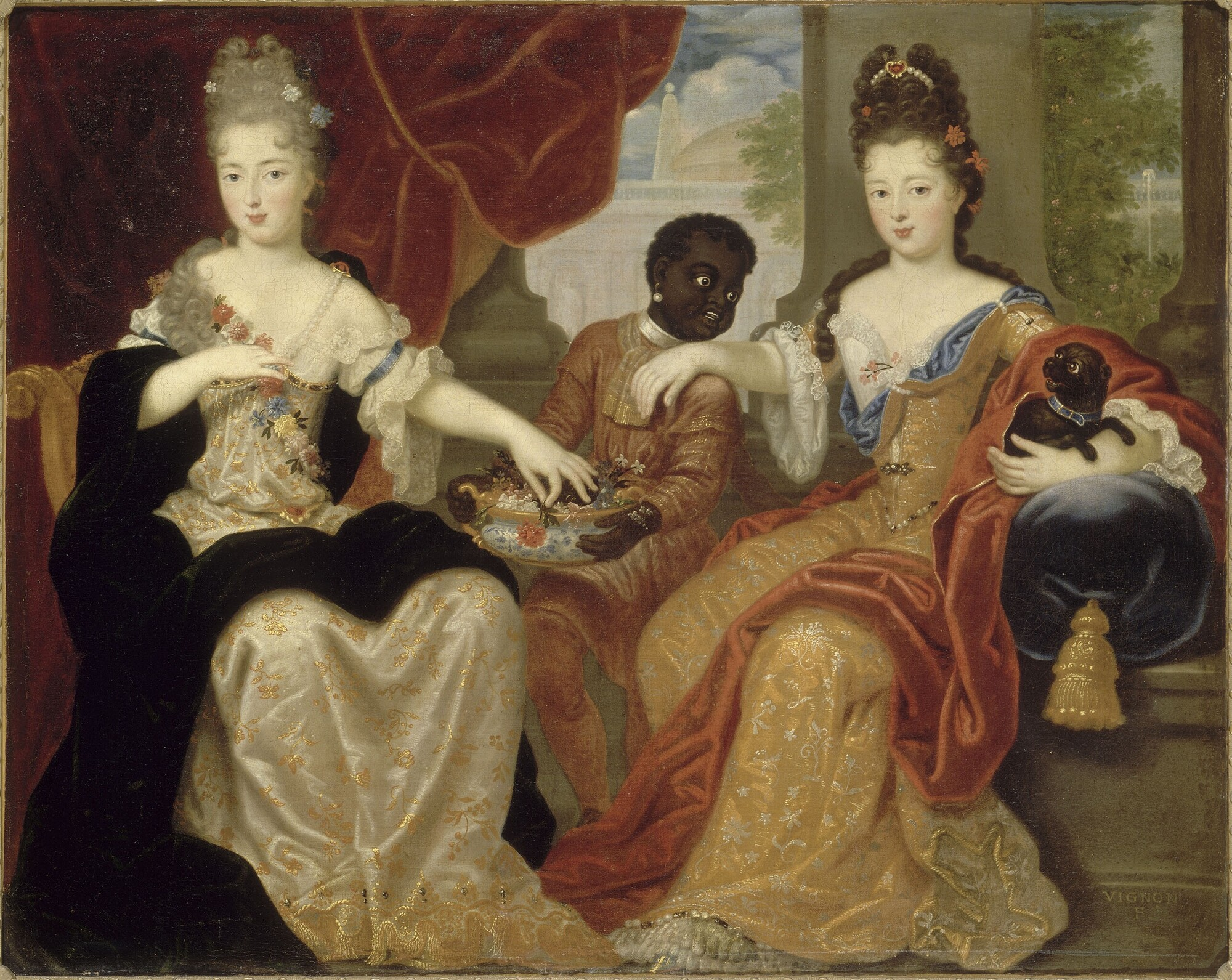
Сёстры и соперницы, Франсуаза-Мария (слева) и Луиза-Франсуаза (справа)

Её старшие брат и сестра, Луи-Огюст и Луиза Франсуаза, были узаконены 19 декабря 1673 года, о чём имелась жалованная грамота, выпущенная Парижским парламентом.
Одновременно с Франсуазой-Марией был узаконен её младший брат Луи-Александр, получивший титул учтивости граф Тулузы. Она оставалась дружна с ним всю свою жизнь, как и со своим старшим братом Луи-Огюстом. Она не часто проводила время рядом с сестрой Луизой Франсуазой или сводным братом Великим Дофином.
Несмотря на то, что после громкого скандала с отравлениями расположение короля к мадам Монтеспан резко пошло на убыль, он продолжал одаривать официальную фаворитку подарками и обеспечил будущее Франсуазы-Марии, своей младшей дочери, устроив для неё выгодное замужество.

### Замужество
Король Людовик XIV выбрал в мужья для Франсуазы-Марии своего племянника и её двоюродного брата Филиппа, герцога Шартрского (в будущем — регента Франции Филиппа II Орлеанского), единственного сына своего брата Филиппа I Орлеанского.
Это решение короля стало шоком для матери жениха, принцессы Палатинской, чьё предубеждение по отношению ко множеству внебрачных детей Людовика XIV было общеизвестно. Узнав о том, что её юный сын согласился на этот брак, она ударила его в присутствии всего двора, и повернулась спиной к королю, склонившемуся перед ней в почтительном поклоне.

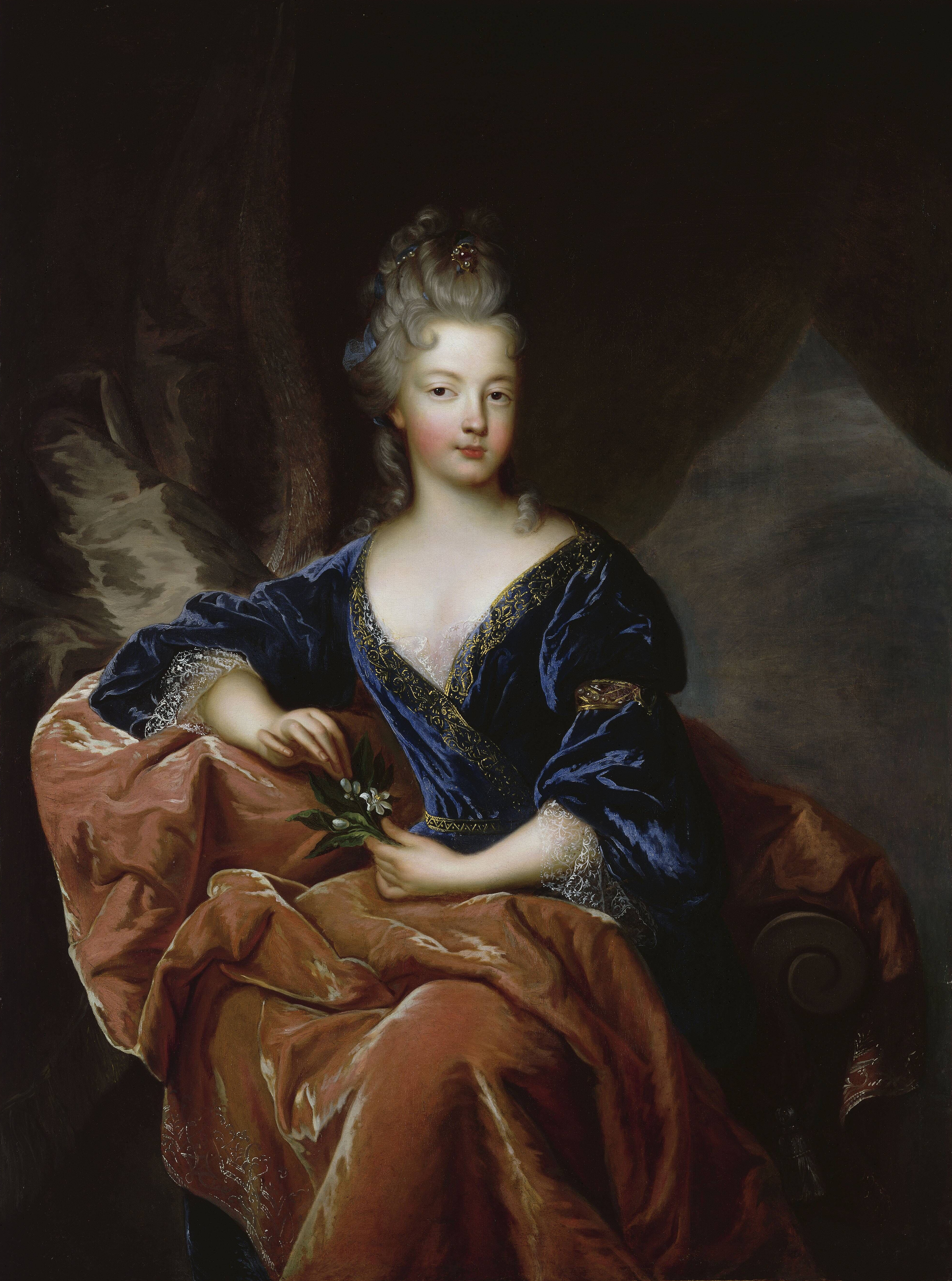
Франсуаза-Мария незадолго до замужества в 1692 г.

По случаю женитьбы молодых король Людовик XIV передал парижский дворец Пале-Рояль в собственность родителям жениха — Филиппу Орлеанскому и его супруге принцессе Палатинской. До этого времени Орлеанские пользовались дворцом в качестве резиденции, но не владели им.  Поначалу этот дворец назывался Пале-Кардиналь (Кардинальским дворцом) и был передан в собственность короны в 1642 году по завещанию построившего его кардинала Ришельё. Король Людовик XIV также пообещал жениху высокую военную должность и распорядился выдать 100 000 ливров из казны фавориту отца жениха, шевалье де Лоррену.
Узнав о личности своего будущего супруга, Франсуаза-Мария заметила, «Меня не заботит, любит ли он меня; главное выйти за него замуж».
Приданое Франсуазы-Марии, обещанное её отцом Людовиком XIV, составляло более 2 миллионов ливров, что было в 2 раза больше приданого её старшей сестры Луизы-Франсуазы, выплаченного при её браке с прицем Конде. Эта разница стала причиной огромной неприязни между двумя сёстрами. Обещанное приданое было выплачено только после окончания войны Аугсбургской лиги в 1697 году. Луиза-Франсуаза, пытаясь выразить своё недовольство размером приданого, не пришла на помолвку своей младшей сестры, которая проходила 17 февраля за день до венчания.

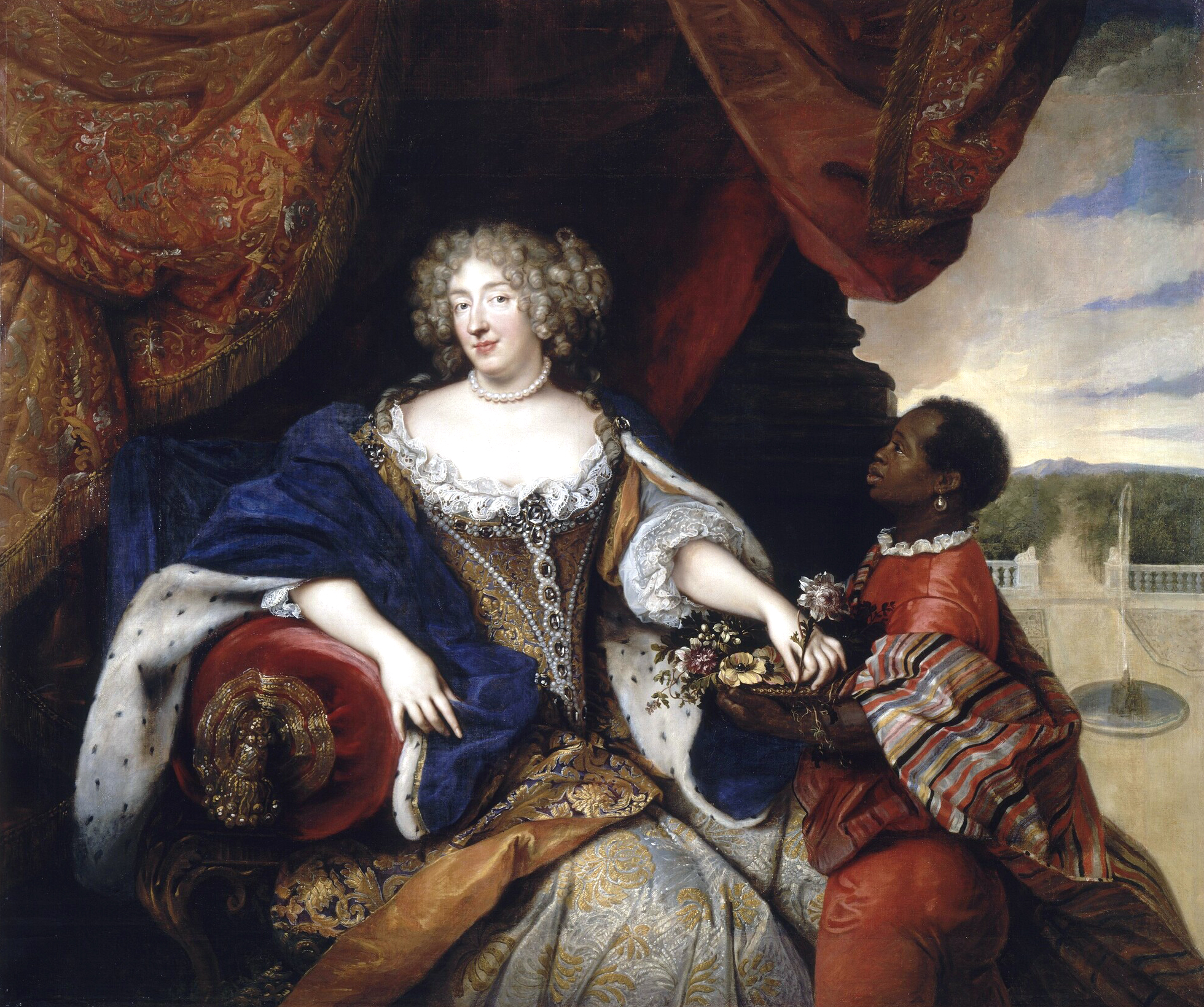
Свекровь Франсуазы-Марии, принцесса Палатинская

Венчание 14-летней Франсуазы-Марии и 17-летнего Филиппа, герцога Шартрского, произошло 18 февраля 1692 года в часовне Версальского дворца. Эта часовня существовала до 1710 года, после чего на её месте началось строительство салона Геркулеса. Обряд венчания проводил кардинал де Буйон — представитель династии Латур д’Овернь. Семью годами ранее, в 1685 году, кардинал де Буйон отказался участвовать в венчании герцога Бурбонского с Луизой Франсуазой (старшей сестрой Франсуазы-Марии и ещё одной внебрачной дочерью Людовика XIV) и поэтому был отправлен в изгнание. Однако его вызвали обратно из ссылки для венчания Франсуазы-Марии и герцога Шартрского. После церемонии венчания был устроен торжественный обед в Зеркальной галерее Версаля, на котором присутствовали все принцы крови и принцессы. Среди гостей церемонии также присутствовали свергнутый король Англии и его супруга. На церемонии отхода молодожёнов ко сну королеве Англии выпала честь подавать новой герцогине Шартрской её ночную сорочку.
Мать невесты, бывшую официальную фаворитку короля мадам Монтеспан, которая уже почти год жила в парижском монастыре, не пригласили на церемонию венчания дочери.
Супружеская жизнь молодых была полна раздоров. Вскоре после женитьбы Филипп открыто высмеял тяжёлый характер своей жены, дав ей прозвище мадам Сатана. Её свекровь вспоминала, что в первые годы замужества Франсуаза-Мария напивалась до беспамятства 3—4 раза в неделю.
Приятель её супруга и знаменитый мемуарист, герцог Сен-Симон, писал о ней примерно в 1710 году:

…величавая во всех отношениях; её лицо, шея и руки изумляли; у неё был допустимый рот и прекрасные, но немного крупные зубы; её щеки были немного великоваты, но это не портило её красоту. Большим недостатком были её брови, редкие и рыжие, практически без волос; однако, у неё были прекрасные ресницы, плотные, каштанового оттенка. Она не сутулилась, но одна половина тела у неё была крупнее другой, из-за чего её походка была кособока; и этот дефект её фигуры указывал на иное обстоятельство, доставляющее более серьёзные неприятности в обществе, и беспокоившее её саму.
Оригинальный текст (англ.)in every way majestic ; her complexion, her throat, her arms, were admirable; she had a tolerable mouth, with beautiful teeth, somewhat long; and cheeks too broad and too pendant, which interfered with, but did not spoil her beauty. What disfigured her the most were her eyebrows, which were, so to speak, peeled and red, with very little hair ; she had, however, fine eyelashes, with well-set, chestnut-coloured hair. Without being humpbacked or deformed, she had one side larger than the other, which caused her to walk awry; and this defect in her figure indicated another, which was more troublesome in society and which inconvenienced herself.
— Сен-Симон, Мемуары

### Честолюбие «внучки Франции»
Поскольку её супруг был законнорождённым внуком короля Франции Людовика XIII, Франсуаза-Мария получила статус внучки Франции (фр. petite-fille de France), и к ней полагалось обращаться Ваше Королевское Высочество. Более того, молодожёнам было дозволено, путешествуя, останавливаться на ночлег в одном месте с королём, принимать пищу совместно с ним, и они были удостоены права занимать кресла с подлокотниками в присутствии короля. Являясь в результате замужества герцогиней Шартрской, Франсуаза-Мария по старшинству своего титула стояла после герцогини Бургундской и своей свекрови, герцогини Орлеанской.
Из всех своих братьев и сестёр Франсуаза-Мария получила самый выгодный брак, за исключением Дофина, который в 1680 году женился на своей кузине Марии Анне Виктории Баварской.
В этом браке родилось 8 детей, некоторые из которых позже, в период регентства супруга Франсуазы-Марии, вступили в брак с другими монаршими династиями Европы. К её детям использовалось почтительное обращение Ваша Светлость, поскольку они были детьми легитимных внуков Франции. Франсуаза-Мария была очень недовольна тем, что её детей не признали внуками короля. По этому поводу Сен-Симон писал:

Голова герцогини Орлеанской была полна фантазиями, которые она не сумела реализовать… Не удовлетворённая существующим статусом «Внучки Франции», который достался ей через супруга, она не могла смириться с тем, что её дети имели более низкий статус «принцев крови». Придуманный ею статус был «серединка на половинку» — её дети были известны как «правнуки Франции».
Оригинальный текст (англ.)The duchesse d'Orléans had a head filled with fantasies that she could not realise...Not content with the modern rank of Grand-daughter of France, which she enjoyed through her husband, she could not bear the idea that her children were only Princes of the Blood and dreamed up a rank for them that was betwixt and between; they were known as Great-Grandchildren of France...
— Сен-Симон Arthur Goldhammer. Saint-Simon and the court of Louis XIV. — Лондон: The University of Chicago Press, 2001. — P. 33.
Пытаясь решить этот вопрос, Франсуаза-Мария даже обращалась к королю, своему отцу, но тот отклонил её просьбу, поскольку он сам был автором тщательно выстроенных жёстких субординаций в придворном этикете.

### Герцогиня Орлеанская

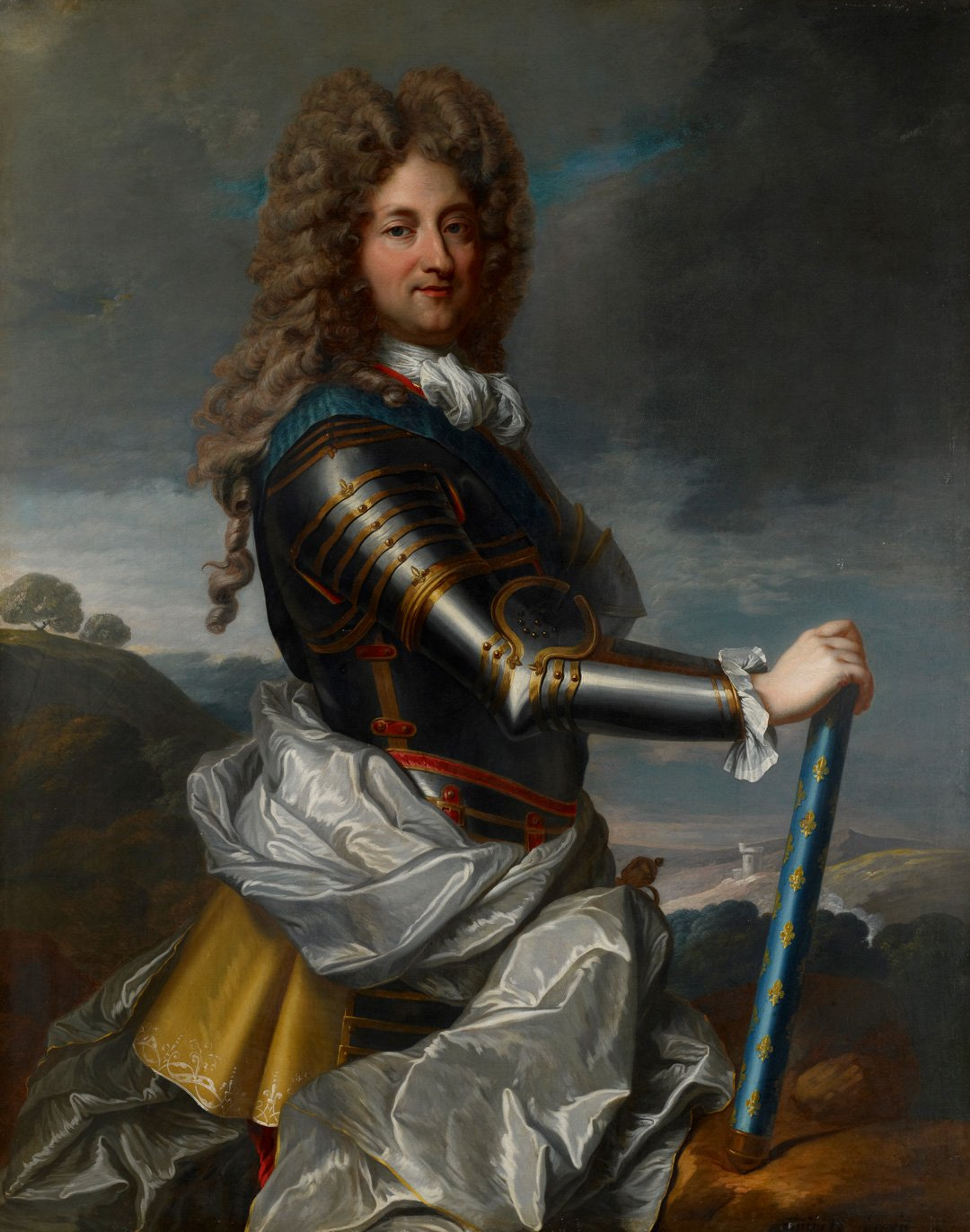
Филипп Орлеанский, супруг Франсуазы-Марии

В 1701 году после смерти «единственного брата короля» Филиппа I Орлеанского, его 27-летний сын и супруг Франсуазы-Марии наследовал титул герцога Орлеанского, а также все остальные титулы и поместья отца, став, таким образом, главой Орлеанского дома. Новая герцогиня Орлеанская в придворной субординации опередила свою свекровь и стала второй женщиной в королевстве, уступая только Дофине, герцогине Бургундской. Филипп Орлеанский скончался в замке Сен-Клу после горячей ссоры, произошедшей в Марли с королём Людовиком XIV, по поводу недопустимости открытых прогулок перед Франсуазой-Марией молодого герцога Шартрского вместе со своей беременной фавориткой, Марией-Луизой де Сери. Филипп, её свёкор и дядя, не испытывал нежных чувств к Франсуазе-Марии.
Новые герцог и герцогиня Орлеанские вели роскошную жизнь в парижском дворце Пале-Рояль, а также в замке Сен-Клу, находившемся в 10 километрах западу от Парижа. Личные апартаменты герцога и герцогини в Пале-Рояль проектировал и декорировал титулованный Жан Берен.
В то время как её супруг вёл распущенную жизнь большого женолюба, Франсуаза-Мария жила не сплетничая, весьма тихо, в противоположность сестре Луизе Франсуазе и старшему брату Луи-Огюсту. Остроумная и обворожительная, она предпочитала общество своей кузины герцогини Сфорца, которая была дочерью Габриелы, старшей сестры мадам Монтеспан. В её ближний круг входили и другие кузины. Её фрейлиной была графиня Кастри, в девичестве Мария Елизавета де Рошешуар, дочь брата мадам Монтеспан Луи Виктора. Её почётным кавалером (фр. chevalier d'honneur) был граф Кастри. Также она была близка с другой кузиной Дианой Габриелой Дама де Тианж, ещё одной дочерью Габриелы, старшей сестры мадам Монтеспан.

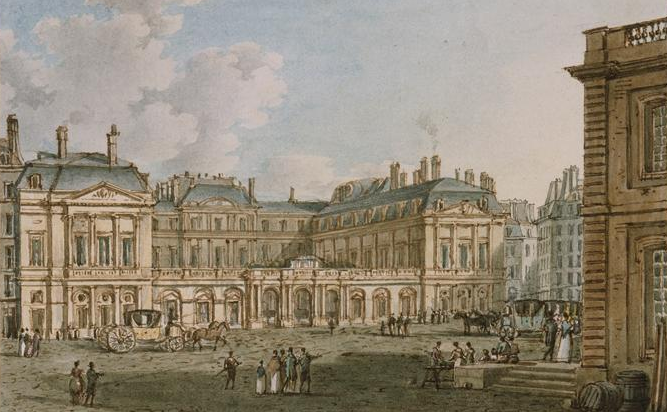
Парижская резиденция герцогов Орлеанских дворец Пале-Рояль

В 1703 году в Версале Франсуаза-Мария родила сына, который впоследствии продолжил Орлеанскую династию. У неё это уже был пятый ребёнок, и первый мальчик. Когда Людовику XIV сообщили о рождении этого ребёнка король дал ему имя Людовик (предположительно, в свою честь) и удостоил его содержания, размер которого обычно соответствовал статусу Первого принца крови. Франсуаза-Мария и Людовик впоследствии всегда были близки друг другу. Свекровь Франсуазы-Марии часто сетовала, что её внук больше пошёл в мать, чем в отца.
В 1707 году, вскоре после своего 30-го дня рождения, Франсуаза-Мария потеряла свою мать, мадам Монтеспан, которая с момента своего официального отъезда из Версаля в 1691 году, жила в глубоком покаянии в женской обители Святого Иосифа в Париже. Мадам Монтеспан была официальной фавориткой короля Людовика XIV в период с 1667 по 1683 год и родила ему семь детей, которым сейчас Людовик XIV запретил носить траур по своей матери. Однако, стремясь хоть как то почтить память матери, трое младших детей, герцогиня Орлеанская, герцогиня Бурбонская и граф Тулузы, перестали появляться при дворе. Их самый старший брат, герцог Мэнский, напротив с трудом скрывал радость от смерти матери, с которой никогда не был близок. Он был её главным наследником и получил всё её огромное состояние, а также шато Кланьи, дворец рядом с Версальским дворцом, где в 1678 году на свет появился последний внебрачный ребёнок мадам Монтеспан, Луи-Александр, граф Тулузы.
После того как в 1709 году скончался принц Конде, титул Первый принц крови официально перешёл от дома Конде к Орлеанскому дому. Поэтому её муж, герцог Орлеанский, получил право на почётное обращение Месье принц. А сама Франсуаза-Мария соответственно получила право титуловаться как Мадам принцесса. Однако, эти стили никогда не использовались.
Такой переход титула от дома Конде к Орлеанскому дому существенно обострил неприязнь между Франсуазой-Марией и её старшей сестрой, Луизой-Франсуазой, которая теперь стала принцессой Конде, и после этого носила титул Мадам герцогиня до своей смерти в 1743 году, и по-прежнему была известна как герцогиня Бурбонская.
В пылу соперничества за титулы и богатство со своей старшей сестрой, Франсуаза-Мария особенно сильно заботилась о более выгодных браках своих детей. К 1710 году самый младший законный внук короля Людовика XIV, 23-летний Карл Беррийский, оставался не женат. Предполагалась его женитьба на Луизе Елизавете, дочери Луизы-Франсуазы. Франсуаза-Мария сделала всё, чтобы помешать этому браку, и упрочить свои связи с французским престолом. 6 июля 1710 года она обеспечила брак своей старшей дочери Марии Луизы Елизаветы Орлеанской с Карлом Беррийским, к неудовольствию своей сестры, герцогини Бурбонской. Этот брачный союз ещё больше усилил конфликт между двумя сёстрами, поскольку он принёс Марии Луизе Елизавете титул внучки Франции; никто из детей Конде не сможет обладать этим титулом.
9 апреля 1714 года Франсуаза-Мария участвовала в крещении своей племянницы Луизы-Франсуазы де Бурбон (1707—1743), единственной дочери её старшего брата, герцога Мэнского. Девочка была названа в честь сестры и соперницы Франсуазы-Марии, герцогини Бурбонской, и носила почётный титул Мадемуазель дю Мэн. Франсуазе-Марии помогал молодой Дофин, будущий король Людовик XV.

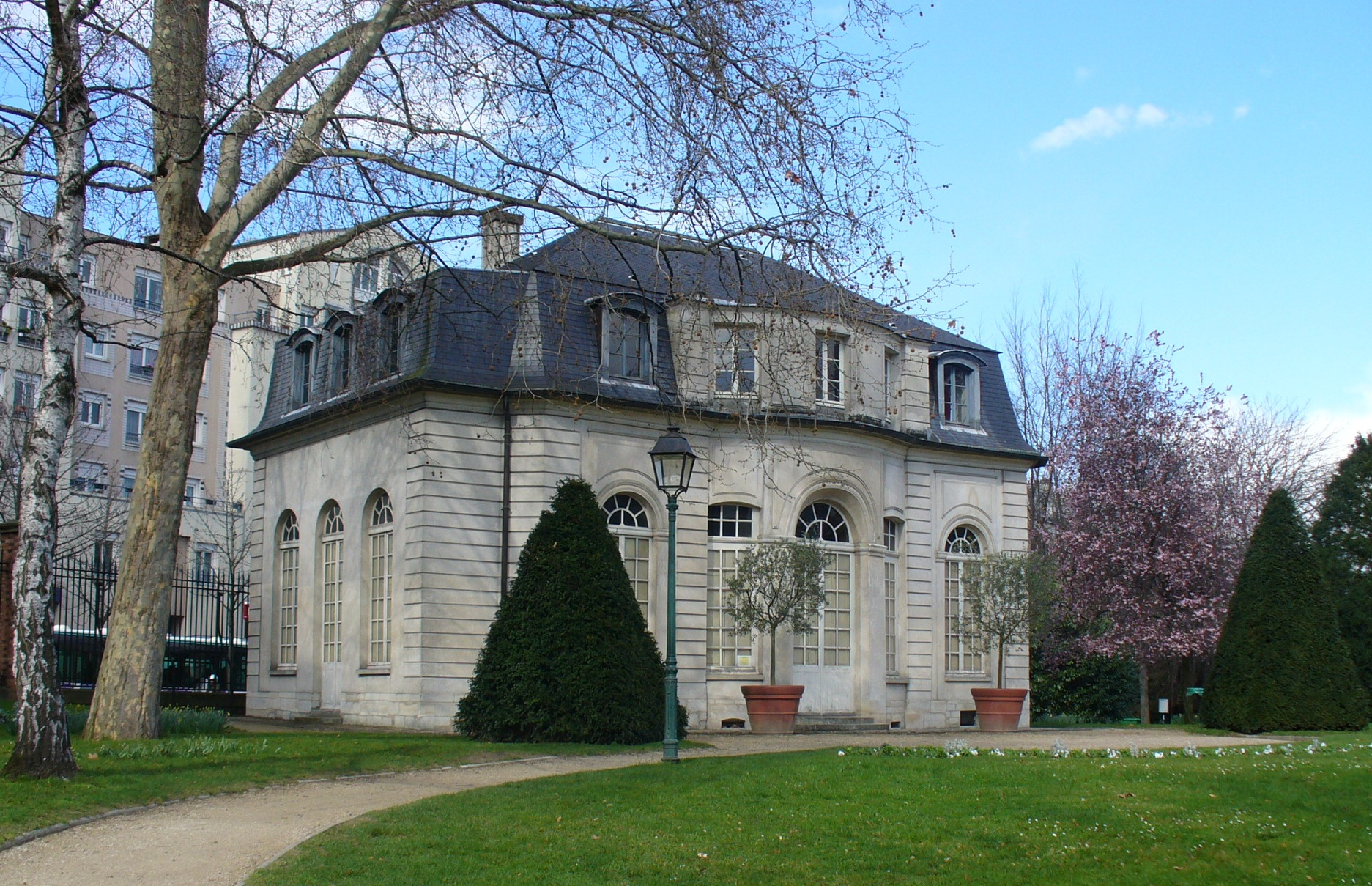
Павильон «Эрмитаж»; всё что осталось в наше время от шато Баньоле

После смерти Людовика XIV в 1715 году 5-летний Дофин становится новым королём Франции Людовиком XV. Было необходимо назначить регента на период малолетства нового короля и возникли крупные разногласия между старшим братом Франсуазы-Марии, герцогом Мэнским, и её супругом, герцогом Орлеанским, боровшимся за пост регента. Симпатии Парижского парламента были на стороне её мужа, который и был объявлен регентом. Будучи супругой де-факто правителя Франции, Франсуаза-Мария стала самой влиятельной женщиной в королевстве. В период регентства она правила двором и супруг повысил её годовое содержание до 400 000 ливров.
В марте 1719 года она купила шато Баньоле в коммуне Баньоле, восточном пригороде Парижа, и после её смерти имение унаследовал сын, Людовик Орлеанский. Франсуаза-Мария поручила ландшафтному архитектору Клоду Дего расширить имение. Дего, бывший племянником знаменитого садовника Людовика XIV, Андре Ленотра, уже работал над шато Со по заказу герцога Мэнского.

### Семейная жизнь

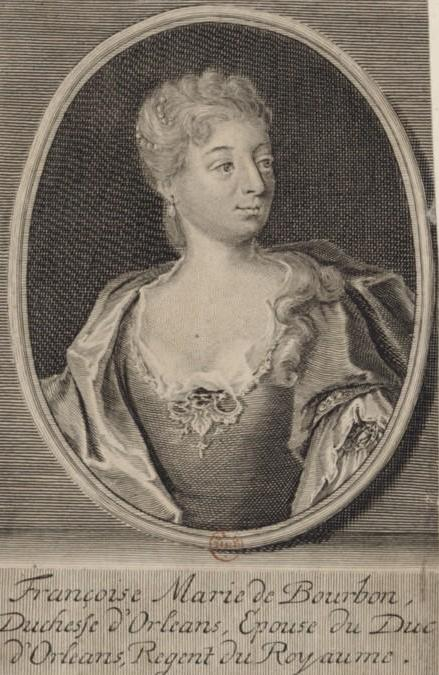
Франсуаза-Мария в годы Регентства

Множество дочерей Франсуазы-Марии были известны своим легкомысленным поведением.
Мария Луиза Елизавета, герцогиня Беррийская, имела множество любовников и несколько беременностей. Овдовев, уже к 1719 году она была снова в тягости. Другая дочь, Шарлотта Аглая, имела связь с герцогом Ришельё. После того как эта связь была обнаружена, Франсуаза-Мария со своим супругом принялись искать подходящую партию для своей любимицы. Их выбор остановился на наследнике Моденского герцогства (будущем герцоге Модены). В то же самое время был разоблачён Заговор Челламаре. За участие в этом плохо подготовленном заговоре герцог и герцогиня Мэнские были высланы из Парижа, а герцог Ришельё был арестован и на некоторое время помещён в Бастилию.
Франсуаза-Мария пыталась выдать замуж одну из своих дечерей — Луизу Аделаиду или Шарлотту Аглаю — за Луи-Огюста, принца Домба, старшего сына герцога Мэнского, но обе отказались от своего двоюродного брата.
В 1721 году были достигнуты брачные соглашения с испанским королевским домом в отношении двух других дочерей, Луизы Елизаветы и Филиппы Елизаветы. 11-летняя Луиза Елизавета должна была выйти замуж за испанского инфанта Луиса I, наследника испанского трона, а 6-летняя Филиппа Елизавета должна была выйти замуж за младшего сводного брата Луиса I, инфанта Карла. Состоялся только брак Луизы Елизаветы, но и тот был бездетным, позже аннулирован, и она вернулась во Францию.
В декабре 1723 года скончался супруг 46-летней Франсуазы-Марии и она удалилась в поместье Сен-Клу.
В 1724 году её сын Людовик, новый герцог Орлеанский, женился на Августе Баден-Баденской, дочери одного из недругов его отца, Людвига Вильгельма, маркграфа Баден-Бадена. Среди претенденток на этот брак были его двоюродная сестра Елизавета Александрина и две великие княжны из России, дочери Петра I, Анна Петровна и её сестра Елизавета Петровна. Но сын Франсуазы-Марии был отвергнут русским двором из-за своего титула. Не будучи сыном или внуком Франции, Людовик обладал титулом Его Светлости, тогда как каждая из русских великих княжон обладала более высоким титулом Её Императорского высочества.
В 1725 году Франсуаза-Мария устраивала брак своего кузена, юного короля Франции Людовика XV, с польской принцессой Марией Лещинской. Являясь вдовствующей герцогиней Орлеанской, она оставалась одной из самых важных дам двора. Тем не менее, её положение со временем сильно слабело по мере появления дочерей у королевской пары. Вторая из восьми дочерей короля, Мадам Генриетта, была влюблена во внука Франсуазы-Марии, Луи-Филиппа Орлеанского. Однако, Людовик XV не одобрил этот брак, поскольку не желал приближения Орлеанского дома к трону Франции.
После этого король настойчиво помогал вдовствующей герцогине найти подходящую пару её внуку. По указанию своего сына Франсуаза-Мария обсуждала со своей племянницей, Луизой Елизаветой де Бурбон, брак своего внука с её привлекательной дочерью Луизой Генриеттой. Этот брак наконец-то объединил внука Франсуазы-Марии с внучкой её сестры и соперницы Луизы Франсуазы, герцогини Бурбонской.
69-летняя Франсуаза-Мария застала рождение их сына в 1747 году, будущего Филиппа Эгалите.

Венчание дочери Луизы-Дианы с принцем Конти в часовне Версаля

Следующей выходила замуж её самая младшая дочь. Луиза-Диана, любимица бабушки, принцессы Палатинской, была помолвлена 15-летней с юным Людовиком Франсуа, принцем Конти, свадьба с которым состоялась в Версале в 1732 году. Луиза умерла при вторых родах в шато д'Исси. Единственный ребёнок Луизы-Дианы стал последним принцем Конти, впоследствии взявшим в жёны принцессу Моденскую Марию Фортунату. Невеста была дочерью своенравной Шарлотты-Аглаи.
Шарлотта-Аглая оказалась самым трудным ребёнком Франсуазы-Марии. Она неоднократно возвращалась во Францию из Модены в, так называемую, добровольную ссылку, и Франсуаза-Мария со своим сыном Людовиком, не обращали на неё внимания. Она вернулась обратно в Модену в 1737 году когда стала владетельной герцогиней Модены.

### Последние годы
В 1739 году в возрасте 72 лет скончалась старшая сводная сестра Франсуазы-Марии, Мария-Анна де Бурбон, вдовствующая принцесса Конти. Спустя три года, в 1742 году, в парижском Люксембургском дворце скончалась её четвёртая дочь, Луиза Елизавета. Церемония похорон Луизы Елизаветы прошла в парижской церкви Сен-Сюльпис. Как ни странно, похороны прошли в той же церкви, где в 1663 году сочеталась законным браком мать Франсуазы-Марии с маркизом де Монтеспан. Епископом церкви был Луи-Шарль де Сен-Альбен, внебрачный сын мужа Франсуазы-Марии.
Её вторая дочь, Луиза Аделаида, умерла от оспы в феврале 1743 года в Париже, отслужив 15 лет аббатисой Шелле; спустя 4 месяца, в июне 1743 года, в парижском Бурбонском дворце скончалась сестра и соперница Франсуазы-Марии, вдовствующая герцогиня де Бурбон.
В декабре 1744 года в Версале самая старшая внучка Франсуазы-Марии принцесса Моденская вышла замуж за самого состоятельного человека во Франции, герцога Пентьевра; Пентьевр был единственным законным сыном младшего брата Франсуазы-Марии, графа Тулузы. Вследствие этого брачного союза, Франсуаза-Мария стала прапрабабкой короля Французов Луи-Филиппа I.
Франсуаза-Мария является прабабкой Луи-Александра де Бурбон, принца Ламбаль, супруга одной из самых близких подруг королевы Марии-Антуанетты, принцессы Марии-Луизы Савойской, более известной как принцесса де Ламбаль.
Франсуаза-Мария скончалась 1 февраля 1749 года в Париже во дворце Пале-Рояль после длительной болезни. Она была последним живущим ребёнком короля Людовика XIV. Своего супруга она пережила на 26 лет. Двое её детей жили дальше — Шарлотта-Аглая и Людовик, герцог Орлеанский. Её похоронили 06 февраля в парижской церкви Мадлен Тренельской (фр. Église de la Madeleine de Tresnel), старой церкви бенедиктинцев на улице Rue de Charonne. Тренель находился возле её любимого шато Баньоле. Её сердце было передано в Валь-де-Грас, считавшийся фамильным склепом Орлеанского дома.

## Дети
1. Мадемуазель де Валуа (17 декабря 1693 года — 17 октября 1694 года); умерла в младенчестве.
2. Мария Луиза Елизавета Орлеанская (20 августа 1695 года — 21 июля 1719 года); вышла замуж за Карла, герцога Беррийского (имели наследников).
3. Луиза Аделаида Орлеанская (13 августа 1698 года — 10 февраля 1743 года); аббатиса Шелль.
4. Шарлотта Аглая Орлеанская (20 октября 1700 года — 19 января 1761 года); вышла замуж за Франческо III д’Эсте (имели наследников).
5. Людовик де Бурбон, герцог Орлеанский (4 августа 1703 года — 4 февраля 1752 года); взял в жёны Августу Баден-Баденскую (имели наследников).
6. Луиза Елизавета Орлеанская (11 декабря 1709 года — 16 июня 1742 года); вышла замуж за Луиса I, будущего короля Испании (без наследников).
7. Филиппа Елизавета Орлеанская (18 декабря 1714 года — 21 мая 1734 года); (без наследников).
8. Луиза Диана Орлеанская (27 июня 1716 года — 26 сентября 1736 года); вышла замуж за Людовика Франсуа, принца Конти (имели наследников).